# Maratea
Maratea är en ort och kommun i provinsen Potenza i regionen Basilicata i Italien. Kommunen hade 5 088 invånare (2017).